# Monanus raffrayi
Monanus raffrayi es una especie de coleóptero de la familia Silvanidae.

## Distribución geográfica
Habita en Singapur.